# BlacKkKlansman
BlacKkKlansman je americký životopisný dramatický film z roku 2018. Režie se ujal Spike Lee a scénáře Lee, Charlie Watchel, David Rabinowitz a Kevin Willmott. Film je inspirován pamětmi Black Klansman Rona Stallowrtha. Hlavní role hrají John David Washington, Adam Driver, Laura Harrier a Topher Grace. Film měl premiéru na Filmovém festivalu v Cannes dne 14. května 2018, kde vyhrál hlavní cenu. V kinech měl premiéru dne 10. srpna 2018 ve Spojených státech a dne 16. srpna 2018 v České republice.

## Obsazení
- John David Washington jako detektiv Ron Stallworth
- Adam Driver jako detektiv Flip Zimmerman
- Laura Harrier jako Patrice Dumas
- Topher Grace jako David Duke
- Jasper Pääkkönen jako Felix Kendrickson
- Ryan Eggold jako Walter Breachway
- Paul Walter Hauser jako Ivanhoe
- Ashlie Atkinson jako Connie Kendrickson
- Corey Hawkins jako Kwame Ture
- Michael Buscemi jako Jimmy Creek
- Ken Garito jako seržant Trapp
- Robert John Burke jako vedoucí Bridges
- Frederick Weller jako Andy Landers
- Nicholas Turturro jako Walker
- Harry Belafonte jako Jerome Turner
- Alec Baldwin jako Dr. Kennebrew Beauregard
- Isiah Whitlock Jr. jako pan Turrentine
- Damaris Lewis jako Odetta

## Přijetí

### Tržby
Film vydělal 48,3 milionů dolarů v Severní Americe a 39,3 milionů dolarů v ostatních oblastech, celkově tak vydělal 88,2 milionů dolarů po celém světě. Rozpočet filmu činil 15 milionů dolarů. Za první promítací víkend vydělal, 10,8 milionů dolarů

### Recenze
Film získal pozitivní recenzí od kritiků. Na recenzní stránce Rotten Tomatoes získal z 355 započtených recenzí 95 procent s průměrným ratingem 8,3 bodů z deseti. Na serveru Metacritic snímek získal z 56 recenzí 83 bodů ze sta. Na Česko-Slovenské filmové databázi si snímek drží k 10. prosince 2018 76 %.

### Ocenění a nominace
| Ocenění                                       | Datum ceremoniálu  | Kategorie                                      | Nominovaný                                                                                       | Výsledek  |
| --------------------------------------------- | ------------------ | ---------------------------------------------- | ------------------------------------------------------------------------------------------------ | --------- |
| AACTA International Awards                    | 4. ledna 2019      | nejlepší film                                  |                                                                                                  | nominace  |
| AACTA International Awards                    | 4. ledna 2019      | nejlepší režie                                 | Spike Lee                                                                                        | nominace  |
| AACTA International Awards                    | 4. ledna 2019      | nejlepší scénář                                | Charlie Wachtel, David Rabinowitz, Kevin Willmott, Spike Lee                                     | nominace  |
| African-American Film Critics Association     | 11. prosince 2018  | nejlepší scénář                                | Charlie Wachtel, David Rabinowitz, Kevin Willmott, Spike Lee                                     | vítězství |
| African-American Film Critics Association     | 11. prosince 2018  | nejlepší herec                                 | John David Washington                                                                            | vítězství |
| Americký filmový institut                     | 4. ledna 2019      | nejlepších deset filmů roku 2018               |                                                                                                  | vítězství |
| American Cinema Editors Awards                | 1. února 2019      | nejlepší střih – film (drama)                  | Barry Alexander Brown                                                                            | nominace  |
| Alliance of Women Film Journalists            | 10. ledna 2019     | nejlepší film                                  |                                                                                                  | nominace  |
| Alliance of Women Film Journalists            | 10. ledna 2019     | nejlepší režisér                               | Spike Lee                                                                                        | nominace  |
| Alliance of Women Film Journalists            | 10. ledna 2019     | nejlepší adaptovaný scénář                     | Charlie Wachtel, David Rabinowitz, Kevin Willmott, Spike Lee                                     | nominace  |
| Alliance of Women Film Journalists            | 10. ledna 2019     | nejlepší mužský herecký výkon ve vedlejší roli | Adam Driver                                                                                      | nominace  |
| Alliance of Women Film Journalists            | 10. ledna 2019     | nejlepší castingový režisér                    | Kim Coleman                                                                                      | nominace  |
| Austin Film Critics Association               | 7. ledna 2019      | nejlepší adaptovaný scénář                     | Charlie Wachtel, David Rabinowitz, Kevin Willmott, Spike Lee                                     | nominace  |
| Black Reel Awards                             | 7. února 2019      | nejlepší film                                  |                                                                                                  | nominace  |
| Black Reel Awards                             | 7. února 2019      | nejlepší herec v hlavní roli                   | John David Washington                                                                            | nominace  |
| Black Reel Awards                             | 7. února 2019      | nejlepší režisér                               | Spike Lee                                                                                        | nominace  |
| Black Reel Awards                             | 7. února 2019      | nejlepší scénář                                | Charlie Wachtel, David Rabinowitz, Kevin Willmott, Spike Lee                                     | nominace  |
| Black Reel Awards                             | 7. února 2019      | nejlepší obsazení                              |                                                                                                  | nominace  |
| Black Reel Awards                             | 7. února 2019      | nejlepší skladatel                             | Terence Blanchard                                                                                | nominace  |
| Black Reel Awards                             | 7. února 2019      | objev roku – herec                             | John David Washington                                                                            | nominace  |
| Black Reel Awards                             | 7. února 2019      | objev roku – herečka                           | Laura Harrier                                                                                    | nominace  |
| Black Reel Awards                             | 7. února 2019      | nejlepší kamera                                | Chayse Irvin                                                                                     | nominace  |
| Black Reel Awards                             | 7. února 2019      | nejlepší kostýmy                               | Marci Rodgers                                                                                    | nominace  |
| Black Reel Awards                             | 7. února 2019      | nejlepší výprava                               | Curt Beech                                                                                       | nominace  |
| Critics Choice Awards                         | 13. ledna 2019     | nejlepší film                                  |                                                                                                  | nominace  |
| Critics Choice Awards                         | 13. ledna 2019     | nejlepší režie                                 | Spike Lee                                                                                        | nominace  |
| Critics Choice Awards                         | 13. ledna 2019     | nejlepší herec ve vedlejší roli                | John David Washington                                                                            | nominace  |
| Critics Choice Awards                         | 13. ledna 2019     | nejlepší adaptovaný scénář                     | Charlie Wachtel, David Rabinowitz, Kevin Willmott, Spike Lee                                     | nominace  |
| Dallas–Fort Worth Film Critics Association    | 17. prosince 2018  | nejlepší film                                  |                                                                                                  | 5. místo  |
| Dallas–Fort Worth Film Critics Association    | 17. prosince 2018  | nejlepší režie                                 | Spike Lee                                                                                        | 4. místo  |
| Detroit Film Critics Society                  | 3. prosince 2018   | nejlepší herec ve vedlejší roli                | John David Washington                                                                            | nominace  |
| Directors Guild of America Awards             | 2. února 2019      | nejlepší režie (film)                          | Spike Lee                                                                                        | nominace  |
| Filmová cena Britské akademie                 | 10. února 2019     | nejlepší film                                  |                                                                                                  | nominace  |
| Filmová cena Britské akademie                 | 10. února 2019     | nejlepší režie                                 | Spike Lee                                                                                        | nominace  |
| Filmová cena Britské akademie                 | 10. února 2019     | nejlepší adaptovaný scénář                     | Charlie Wachtel, David Rabinowitz, Kevin Willmott a Spike Lee                                    | vítězství |
| Filmová cena Britské akademie                 | 10. února 2019     | nejlepší herec ve vedlejší roli                | Adam Driver                                                                                      | nominace  |
| Filmová cena Britské akademie                 | 10. února 2019     | nejlepší skladatel                             | Terence Blanchard                                                                                | nominace  |
| Filmový festival v Cannes                     | 19. května 2018    | hlavní cena                                    | Spike Lee                                                                                        | vítězství |
| Filmový festival v Cannes                     | 19. května 2018    | cena ekumenické poroty                         | Spike Lee                                                                                        | vítězství |
| Houston Film Critics Society                  | 3. ledna 2019      | nejlepší film                                  |                                                                                                  | nominace  |
| Houston Film Critics Society                  | 3. ledna 2019      | nejlepší herec ve vedlejší roli                | Adam Driver                                                                                      | nominace  |
| Houston Film Critics Society                  | 3. ledna 2019      | nejlepší plakát                                |                                                                                                  | vítězství |
| Chicago Film Critics Association              | 8. prosince 2018   | nejlepší adaptovaný scénář                     | Spike Lee, David Rabinowitz, Charlie Wachtel, Kevin Wilmott                                      | nominace  |
| Chicago Film Critics Association              | 8. prosince 2018   | nejslibnější herec/čka                         | John David Washington                                                                            | nominace  |
| Gotham Awards                                 | 26. listopadu 2018 | nejlepší herec                                 | Adam Driver                                                                                      | nominace  |
| Hollywood Film Awards                         | 4. listopadu 2018  | objev roku                                     | John David Washington                                                                            | vítězství |
| Hollywood Music in Media Awards               | 14. listopadu 2018 | nejlepší skladatel (film)                      | Terence Blanchard                                                                                | nominace  |
| Independent Spirit Awards                     | 23. února 2019     | nejlepší herec ve vedlejší roli                | Adam Driver                                                                                      | nominace  |
| Locarno International Film Festival           | 11. srpna 2018     | ocenění publika                                | Spike Lee                                                                                        | vítězství |
| London Film Critics' Circle                   | 20. ledna 2019     | nejlepší film                                  |                                                                                                  | nominace  |
| London Film Critics' Circle                   | 20. ledna 2019     | nejlepší herec ve vedlejší roli                | Adam Driver                                                                                      | nominace  |
| London Film Critics' Circle                   | 20. ledna 2019     | technické ocenění                              | Marci Rodgers                                                                                    | nominace  |
| NAACP Image Awards                            | 30. března 2019    | nejlepší film                                  |                                                                                                  | nominace  |
| NAACP Image Awards                            | 30. března 2019    | nejlepší nezávislý film                        |                                                                                                  | nominace  |
| NAACP Image Awards                            | 30. března 2019    | nejlepší režie                                 | Spike Lee                                                                                        | nominace  |
| NAACP Image Awards                            | 30. března 2019    | nejlepší scénář                                | Spike Lee, David Rabinowitz, Kevin Wilmott, Charlie Wachtel                                      | nominace  |
| NAACP Image Awards                            | 30. března 2019    | nejlepší mužský herecký výkon v hlavní roli    | John David Washington                                                                            | nominace  |
| NAACP Image Awards                            | 30. března 2019    | objev roku                                     | John David Washington                                                                            | nominace  |
| New York Film Critics Online                  | 9. prosince 2018   | nejlepších deset filmů roku 2018               |                                                                                                  | vítězství |
| Online Film Critics Society                   | 2. ledna 2019      | nejlepší film                                  |                                                                                                  | nominace  |
| Online Film Critics Society                   | 2. ledna 2019      | nejlepší režie                                 | Spike Lee                                                                                        | nominace  |
| Online Film Critics Society                   | 2. ledna 2019      | nejlepší adaptovaný scénář                     | Spike Lee, David Rabinowitz, Kevin Wilmott, Charlie Wachtel                                      | nominace  |
| Online Film Critics Society                   | 2. ledna 2019      | nejlepší mužský herecký výkon v hlavní roli    | John David Washington                                                                            | nominace  |
| Online Film Critics Society                   | 2. ledna 2019      | nejlepší herec ve vedlejší roli                | Adam Driver                                                                                      | nominace  |
| People's Choice Awards                        | 11. listopadu 2018 | nejlepší dramatický film                       |                                                                                                  | nominace  |
| People's Choice Awards                        | 11. listopadu 2018 | nejlepší hvězda dramatického filmu             | John David Washington                                                                            | nominace  |
| San Francisco Film Critics Circle             | 9. prosince 2018   | nejlepší film                                  |                                                                                                  | nominace  |
| San Francisco Film Critics Circle             | 9. prosince 2018   | nejlepší režie                                 | Spike Lee                                                                                        | vítězství |
| San Francisco Film Critics Circle             | 9. prosince 2018   | nejlepší herec ve vedlejší roli                | Adam Driver                                                                                      | nominace  |
| San Francisco Film Critics Circle             | 9. prosince 2018   | nejlepší adaptovaný scénář                     | Spike Lee, David Rabinowitz, Kevin Wilmott, Charlie Wachtel                                      | vítězství |
| San Francisco Film Critics Circle             | 9. prosince 2018   | nejlepší skladatel                             | Terence Blanchard                                                                                | vítězství |
| Satellite Awards                              | 17. února 2019     | nejlepší nezávislý film                        |                                                                                                  | vítězství |
| Satellite Awards                              | 17. února 2019     | nejlepší režie                                 | Spike Lee                                                                                        | nominace  |
| Satellite Awards                              | 17. února 2019     | nejlepší herec (muzikál/komedie)               | John David Washington                                                                            | nominace  |
| Satellite Awards                              | 17. února 2019     | nejlepší herec ve vedlejší roli                | Adam Driver                                                                                      | nominace  |
| Satellite Awards                              | 17. února 2019     | nejlepší adaptovaný scénář                     | Spike Lee, David Rabinowitz, Kevin Wilmott, Charlie Wachtel                                      | nominace  |
| Satellite Awards                              | 17. února 2019     | nejlepší střih                                 | Barry Alexander Brown                                                                            | nominace  |
| Satellite Awards                              | 17. února 2019     | nejlepší skladatel                             | Terence Blanchard                                                                                | nominace  |
| Screen Actors Guild Awards                    | 27. ledna 2019     | nejlepší herec v hlavní rolik                  | John David Washington                                                                            | nominace  |
| Screen Actors Guild Awards                    | 27. ledna 2019     | nejlepší herec ve vedlejší roli                | Adam Driver                                                                                      | nominace  |
| Screen Actors Guild Awards                    | 27. ledna 2019     | nejlepší obsazení                              | Harry Belafonte, Adam Driver, Topher Grace, Laura Harrier, Corey Hawkins a John David Washington | nominace  |
| Seattle Film Critics Society                  | 17. prosince 2018  | nejlepší střih                                 | Barry Alexander Brown                                                                            | nominace  |
| St. Louis Film Critics Association            | 16. prosince 2018  | nejlepší film                                  |                                                                                                  | nominace  |
| St. Louis Film Critics Association            | 16. prosince 2018  | nejlepší režisér                               | Spike Lee                                                                                        | vítězství |
| St. Louis Film Critics Association            | 16. prosince 2018  | nejlepší adaptovaný scénář                     | Spike Lee, David Rabinowitz, Kevin Wilmott, Charlie Wachtel                                      | vítězství |
| St. Louis Film Critics Association            | 16. prosince 2018  | nejlepší skladatel                             | Terence Blanchard                                                                                | vítězství |
| St. Louis Film Critics Association            | 16. prosince 2018  | nejlepší soundtrack                            |                                                                                                  | nominace  |
| St. Louis Film Critics Association            | 16. prosince 2018  | nejlepší scéna                                 | finální scéna                                                                                    | nominace  |
| Washington D.C. Area Film Critics Association | 3. prosince 2018   | nejlepší adaptovaný scénář                     | Spike Lee, David Rabinowitz, Kevin Wilmott, Charlie Wachtel                                      | nominace  |
| Zlatý glóbus                                  | 6. ledna 2019      | nejlepší dramatický film                       |                                                                                                  | nominace  |
| Zlatý glóbus                                  | 6. ledna 2019      | nejlepší režisér                               | Spike Lee                                                                                        | nominace  |
| Zlatý glóbus                                  | 6. ledna 2019      | nejlepší herec (drama)                         | John David Washington                                                                            | nominace  |
| Zlatý glóbus                                  | 6. ledna 2019      | nejlepší herec ve vedlejší roli                | Adam Driver                                                                                      | nominace  |